# Khang Định
Khang Định (chữ Hán giản thể: 康定市, Hán Việt: Khang Định thị, tiếng Tạng: Dardo, Darzêdo hay Dartsedo) là một thành phố cấp huyện thuộc Châu tự trị dân tộc Tạng Cam Tư, tỉnh Tứ Xuyên, Cộng hòa Nhân dân Trung Hoa. Thành phố này có dân số năm 1999 là 105.992 người. Chính quyền của thành phố Khang Định nằm ở độ cao 2600.
Trấn Khang Định, trung tâm của thành phố này có một số lượng lớn là người Hán, chủ yếu là công chức, quân nhân, trấn này có 35.480 dân năm 2000.